# Martin-pêcheur de Blyth
Alcedo hercules
Espèce
Statut de conservation UICN

 NT  : Quasi menacé
Le Martin-pêcheur de Blyth (Alcedo hercules) est une espèce d'oiseaux de la famille des Alcedinidae.
Avec ses 22 cm de long, ce martin-pêcheur est le plus grand du genre Alcedo.

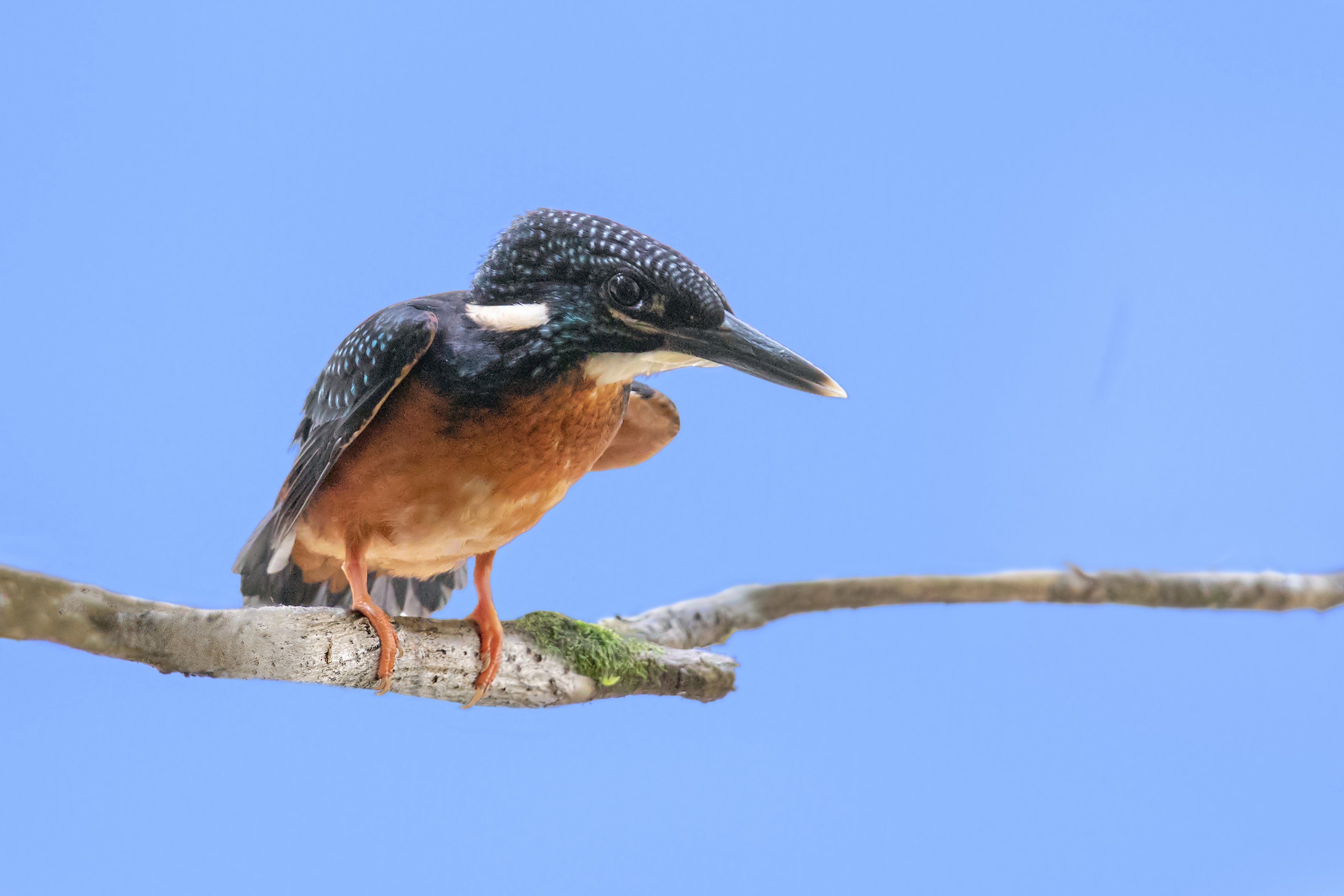
Martin-pêcheur de Blyth

## Régime alimentaire
Il se nourrit de petits poissons qu'il chasse en vol ou perché au-dessus de l'eau en plongeant brusquement pour les attraper avec son bec puissant. Il se nourrit aussi sur la terre ferme de lézards et d'insectes.

## Répartition
On trouve ce martin-pêcheur au Bangladesh, en Inde, en Chine, au Bhoutan, en Birmanie, au Laos et au Viêt Nam le long des ruisseaux et des rivières.